# Un mauvais fils
Pour plus de détails, voir Fiche technique et Distribution.
Un mauvais fils est un film dramatique français réalisé par Claude Sautet, sorti le 15 octobre 1980 dans les salles françaises.
Dixième long-métrage du réalisateur, le film met en scène un jeune homme revenant en France après cinq ans de détention dans une prison américaine pour usage et trafic de stupéfiants. Les retrouvailles avec son père sont tendues. Il entame une relation avec une ancienne toxicomane, tout en essayant de se réinsérer dans la société. Le rôle principal est incarné par Patrick Dewaere. Celui du père est interprété par Yves Robert. Brigitte Fossey joue l'amie de Dewaere. Jacques Dufilho prête ses traits au libraire chez qui travaille Fossey. Avec Un mauvais fils, Sautet entame un nouveau cycle, dépeignant des milieux sociaux et tranches d'âges différents de ses œuvres précédentes.
Le film, sorti en plein boycott d'une partie de la presse envers Patrick Dewaere à la suite de l'« affaire de Nussac » survenue trois jours plus tôt, connaît de bonnes critiques. Malgré le contexte qui a entouré la sortie du film, Un mauvais fils connaît une carrière commerciale honorable avec plus d'un million d'entrées.

## Synopsis
Jeune homme d'une trentaine d'années, Bruno Calgagni revient en France après l'avoir quittée sept ans auparavant pour les États-Unis, où il a purgé une peine de cinq ans de prison pour usage et trafic de stupéfiants, au cours de laquelle il apprit le décès de sa mère. À son arrivée à l'aéroport, Bruno est attendu par un commissaire, qui lui expose les obligations auxquelles il doit se soumettre avant de lui remettre la nouvelle adresse de son père, René, qui travaille comme chef d'équipe sur un chantier. Peu après, il se rend au nouvel appartement de René, qui se montre surpris par la visite impromptue de son fils. Néanmoins, le père lui réserve un accueil chaleureux mais bref, devant se rendre à son travail, tout en le laissant s'installer. René retrouve Bruno le soir et l'invite à dîner dans un restaurant pour continuer leur discussion. Le père et le fils parviennent difficilement à s'habituer à leur nouvelle vie commune.
À la recherche d'un emploi, Bruno, qui a une formation d'ébéniste, parvient à se faire engager comme manutentionnaire dans des conditions difficiles. Invité par son fils dans un bistrot, René se montre outré quand deux prostituées, qui ont aguiché Bruno, sont invitées par ce dernier à sa table, et quitte les lieux. Voulant des explications, Bruno le suit et découvre que René le rend responsable de la mort de sa mère, morte de dépression et d'abus de médicaments. Le jeune homme quitte l'appartement et part s'installer chez un collègue. Convoqué à l'hygiène mentale qui s'occupe de la réinsertion des toxicomanes après la fin de son contrat, Bruno décroche un emploi dans une librairie tenue par Adrien Dussart, un vieil original homosexuel. Il fait également la connaissance de sa collègue, Catherine, elle aussi ancienne toxicomane. Bruno parvient à se faire une place et tombe sous le charme de Catherine, avec laquelle il va s'installer. Bruno tente de renouer le contact avec René, mais découvre qu'il entretient une liaison avec Madeleine, une amie proche de la famille, et que cette liaison a commencé bien avant le décès de sa mère. Une vive tension s'installe entre les deux hommes qui en viennent aux mains avant que Bruno ne parte. Bruno se rend en Normandie avec Catherine, Dussart et le compagnon de celui-ci, mais ce séjour s'avère compliqué pour Catherine, qui dès leur retour, commence à replonger dans la drogue, tout comme Bruno, qui craque après avoir découvert par un proche que René, victime d'un accident de travail, a décidé de couper tout lien avec lui.
Soutenue par Bruno et Adrien, Catherine décide de retourner en cure de désintoxication. Bruno parvient à se reprendre en main après avoir décroché un poste d'ébéniste, tandis que Catherine s'inquiète du silence de ce dernier. Après avoir appris que Madeleine a quitté René, devenu aigri à la suite de son accident et restant seul dans son appartement, Bruno se rend au chevet de son père, avec lequel il se réconcilie, et se décide à téléphoner à Catherine.

## Fiche technique
- Titre : Un mauvais fils
- Réalisation : Claude Sautet
  - Assistants réalisateurs : Yvon Rouve et Jacques Santi
- Scénario : Claude Sautet, Daniel Biasini et Jean-Paul Török, d'après une histoire de Daniel Biasini
- Musique : Philippe Sarde
- Décors : Dominique André
- Costumes : Corinne Jorry
- Maquillage : Marc Blanchard
- Photographie : Jean Boffety
- Scripte : Geneviève Cortier
- Régisseur : Gérard Gaultier
- Cadreur : Jacques Renoir
- Son : Pierre Lenoir
  - Mixage : Jean Nény
- Montage : Jacqueline Thiédot
- Directeur de casting : Dominique Besnehard
- Directeur de production : Antoine Gannage
- Photographe de plateau : Charles Biasini
- Production : Alain Sarde et Roland Girard
- Sociétés de production : Films A2, Sara Films et SFP
- Sociétés de distribution : Parafrance (France, sortie en salles), Studiocanal (France, vidéo)
- Pays d’origine :  France
- Langue originale : français
- Format : couleur — 35 mm — 1,66:1 — son monophonique
- Genre : drame
- Durée : 110 minutes
- Dates de sortie :
  - France : 15 octobre 1980, reprise en salles le 11 septembre 2019
- (fr) Classification CNC[3] : tous publics, art et essai (visa d'exploitation no 51669 délivré le 22 octobre 1980)
- Affiche : René Ferracci (France)

## Distribution
- Patrick Dewaere : Bruno Calgagni
- Yves Robert : René Calgagni
- Brigitte Fossey : Catherine Segal
- Jacques Dufilho : Adrien Dussart
- Claire Maurier : Madeleine
- Sophie Artur : l'employée de Madeleine
- Raouf Ben Yaghlane : Taïeb
- Franck-Olivier Bonnet : patron de l'entreprise de transport
- Jean-Claude Bouillaud : Henri
- Antoine Bourseiller : psychologue de l'hygiène mentale
- Dominique Briand : officier de police
- Étienne Chicot : Serge
- Christiane Cohendy : l'assistante sociale
- Claudine Delvaux : Suzanne, la patronne du café
- Guy Di Rigo : un inspecteur à Roissy
- André Julien : André
- Francis-André Loux : inspecteur Bertrand
- Pierre Maguelon : commissaire de police de Roissy
- Mado Maurin : la femme d'André
- Dany Baye : la fille au flipper
- Sandra Montaigu : la fille au flipper
- David Pontremoli : Carlos
- Marcel Portier : l'homme au comptoir
- Dominique Zardi : contremaître
- Laure Duthilleul

Photos des acteurs principaux.
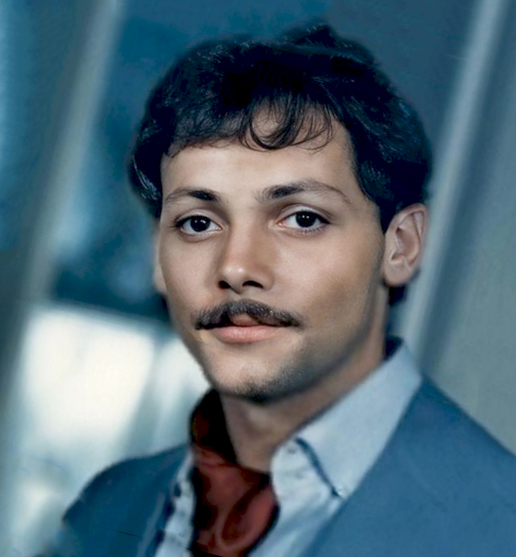
Patrick Dewaere
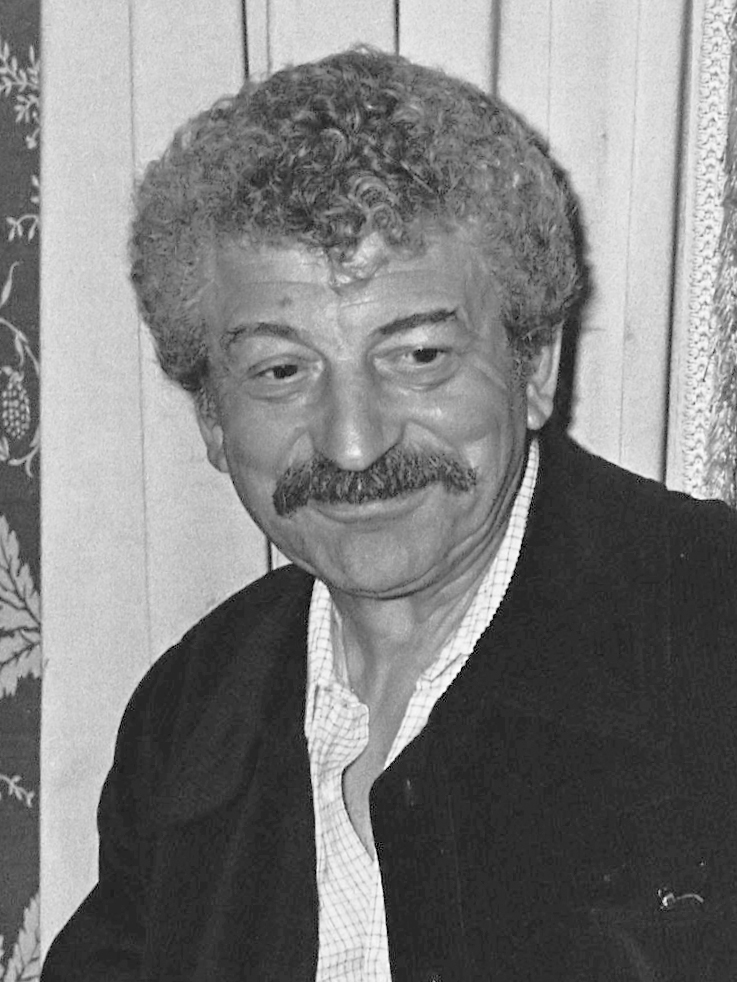
Yves Robert
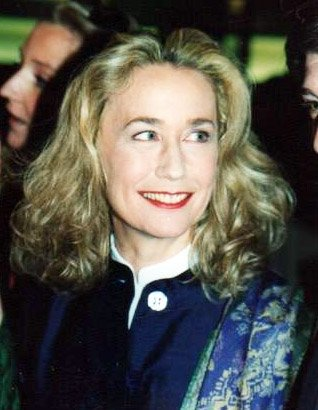
Brigitte Fossey
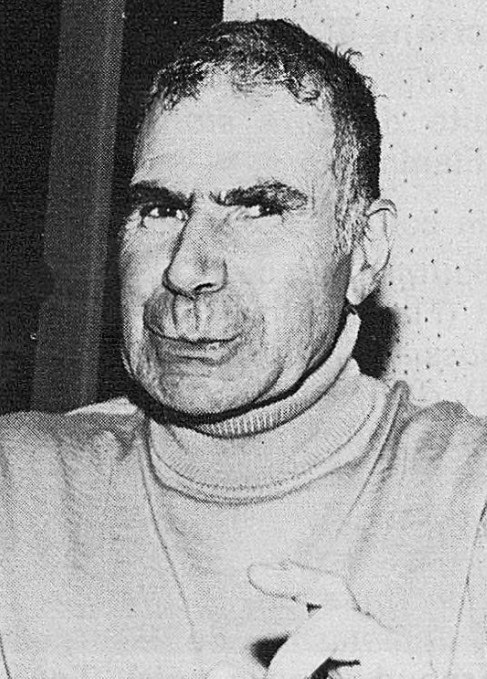
Jacques Dufilho

## Production

### Genèse et développement
Un mauvais fils est né d'un court récit écrit par Daniel Biasini, mari de l'époque de Romy Schneider qu'elle a confié à Claude Sautet, avant le tournage de leur cinquième et dernier film commun, Une histoire simple. Dans le premier traitement du récit, le personnage de Catherine prenait le pas sur la relation conflictuelle entre un père et son fils, sujet qui avait éveillé l’intérêt du metteur en scène. L'écriture du scénario démarre sous la houlette de Biasini et Claude Néron, alors que Sautet est en train de tourner Une histoire simple. Mais l'ambiance mortifère du premier jet du script déplaît au réalisateur. Néron est débarqué du projet et Sautet fait appel aux services de Jean-Paul Török. Török apporte beaucoup notamment sur la librairie et le personnage du libraire, qui était déjà présent dans le premier traitement de Biasini.
Un mauvais fils marque une rupture ainsi qu'un nouveau cycle dans la carrière de Sautet, lui qui s'était attaqué durant les années 1970 à explorer les angoisses des hommes de sa génération. Il décide de dépeindre d'autres milieux sociaux, d'autres tranches d’âges et par conséquent d'autres types de personnages et de situations, ce qui implique d'autres collaborateurs de travail d'écriture en remplaçant Jean-Loup Dabadie et Claude Néron par Biasini et Török.
Pour le rôle de Bruno, Sautet pense d'abord à Gérard Depardieu, avec qui il avait déjà tourné sur Vincent, François, Paul… et les autres, mais le réalisateur trouve qu'il manque de la vulnérabilité nécessaire au personnage et préfère confier le rôle à Patrick Dewaere, qui n'a pratiquement pas tourné depuis Série noire d'Alain Corneau, dont il est ressorti épuisé,, hormis un second rôle dans Paco l'infaillible par amitié pour le réalisateur Didier Haudepin,. Lors de son premier rendez-vous avec Sautet, Dewaere débarque sans sa moustache qu'il arborait depuis sa participation au Café de la Gare au début des années 1970,, l'ayant rasée car Sautet le voulait glabre, geste qui touche le metteur en scène,. Une complicité et un respect mutuel naît entre l'acteur et le réalisateur, même durant le tournage, même pour des scènes difficiles nerveusement. Pour incarner le père de Bruno, Sautet fait appel à l'acteur et réalisateur Yves Robert, qui connaît Dewaere lorsqu'il faisait ses débuts d'acteur étant enfant et qui est également ami avec Sautet depuis le tournage des Hommes ne pensent qu'à ça (1954). Pour le rôle de Catherine, le rôle est confié à Brigitte Fossey (qui a également côtoyé Dewaere sur Les Valseuses), tandis que le libraire est interprété par Jacques Dufilho, récemment césarisé du meilleur second rôle masculin pour Le Crabe-Tambour en 1978.
Concernant le scénario du film, qui relate l'addiction à la drogue dont les personnages joués par Dewaere et Brigitte Fossey sont victimes et qui fait écho à l'épreuve endurée par l'acteur dans la vie réelle, il déclare : « Moi, je crois encore à mon âge qu'on peut parler de choses désespérantes et qu'il faut avoir le courage de les dire et [Sautet] est arrivé à un âge où il en a marre et il préfère que les choses se passent bien et que tout soit beau ».

### Tournage
Le tournage du long-métrage se déroule du 25 février au 9 mai 1980. Les scènes d'aéroport sont tournées à Paris-Charles de Gaulle, tandis que les scènes de rue autour de l'appartement de René Calgagni sont filmées Place de la République, à Saint-Ouen-sur-Seine. Les scènes de jetée et de bord de mer sont filmées à Luc-sur-Mer dans le Calvados.

### Bande originale

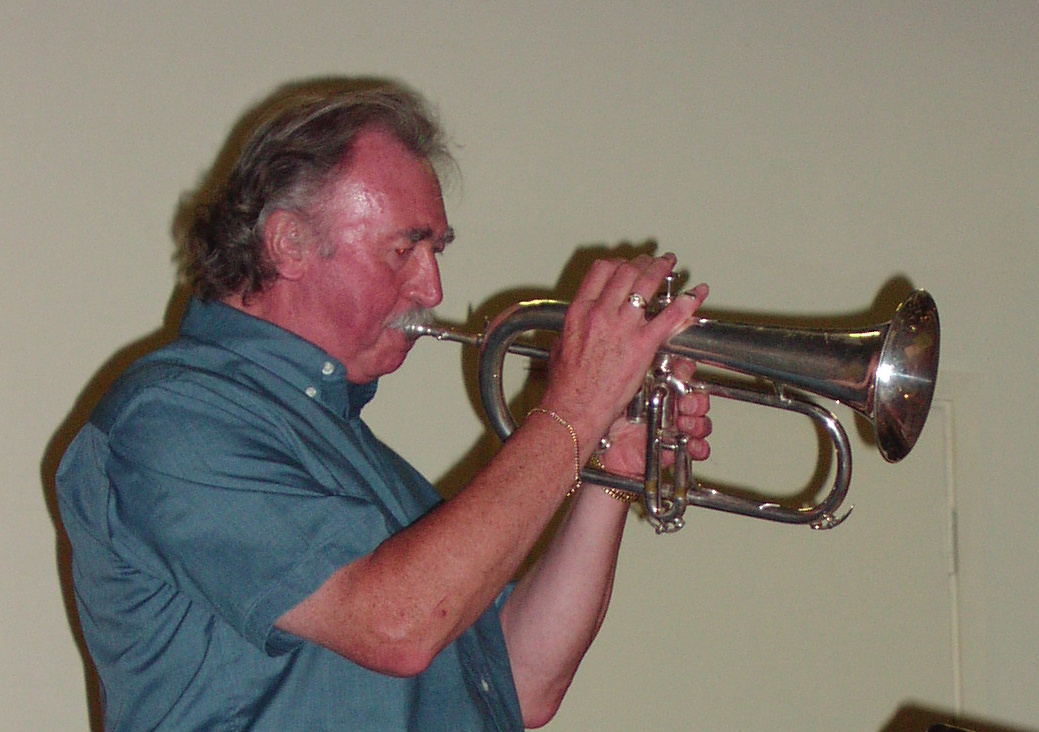
Le trompettiste Maurice Murphy est le principal soliste de la bande originale.

Pour cette 7e collaboration entre Claude Sautet et le compositeur Philippe Sarde, les deux hommes ont imaginé une « sorte de complainte de marin » pour un orchestre d'instruments à vent auquel s'ajoute un petit ensemble à cordes orchestré très finement par Peter Knight. A mi-chemin entre rengaine populaire et balade de style jazz, la bande originale d'un Mauvais fils renoue avec le caractère plus mélodique de celle de Vincent, François, Paul… et les autres, après deux partitions (Mado et Une histoire simple) un peu plus difficiles d'accès.
Déjà employé en tant que soliste sur Mado (dont la musique avait également une couleur légèrement jazzy), Philippe Sarde recrute à nouveau John Surman au saxophone baryton, auquel il ajoute le trompettiste soliste  Maurice Murphy (en), le contrebassiste Barry Guy sans oublier le mythique Archie Shepp au saxophone ténor. Ce dernier a débuté avec des géants du jazz comme Cecil Taylor et John Coltrane, et a eu également une riche carrière en France (où il a enregistré l'album Blasé (en)).
Anticipant son travail sur Le Choix des armes d'Alain Corneau, le compositeur joue sur les différences de tessiture et de timbre des deux saxophonistes solistes pour évoquer les difficultés de communication entre le personnage de Bruno Calgagni et son père. Même si le compositeur n'hésitait pas à utiliser des musiciens de jazz à « contre-emploi » pour des cinéastes plus ouverts comme Bertrand Tavernier, il évitait de le faire avec Claude Sautet qui était plus attaché à une certaine « orthodoxie » en matière de jazz. Il n'a donc pas demandé à Archie Shepp ce qu'il avait parfois exigé à d'autres.
Faute de succès populaire suffisant en salles, la bande originale d'Un mauvais fils n'a pas fait l'objet d'une édition discographique à la sortie du film alors qu'elle aurait pu donner lieu à un 45 tours (ou EP) avec toutes les sessions enregistrées par John Surman et les autres musiciens. La partition a d'abord été éditée sous la forme d'un court morceau de 3:04 sur le 33 tours Romy, Montand, Piccoli, Patrick, Sautet, Sarde, et les autres... paru en 1984 chez Milan Records, suivi d'une suite d'une durée de 4:43 publiée en 2000 dans la compilation Le cinéma de Claude Sautet chez Universal Music Jazz France, avant d'être éditée intégralement le 6 juin 2025 par le label français Music Box Records, au sein d'une compilation en édition limitée à 500 exemplaires qui comporte également les bandes originales de deux films d'André Téchiné : Hôtel des Amériques (autre long-métrage mettant en vedette Patrick Dewaere) et Le Lieu du crime.
| Liste des morceaux | Liste des morceaux                | Liste des morceaux | Liste des morceaux | Liste des morceaux | Liste des morceaux | Liste des morceaux | Liste des morceaux | Liste des morceaux | Liste des morceaux |
| No                 | Titre                             | Durée              |                    |                    |                    |                    |                    |                    |                    |
| ------------------ | --------------------------------- | ------------------ | ------------------ | ------------------ | ------------------ | ------------------ | ------------------ | ------------------ | ------------------ |
| 1.                 | Marche nocturne                   | 3:03               |                    |                    |                    |                    |                    |                    |                    |
| 2.                 | Convalescence de René             | 1:22               |                    |                    |                    |                    |                    |                    |                    |
| 3.                 | Direction la mer                  | 1:15               |                    |                    |                    |                    |                    |                    |                    |
| 4.                 | Un mauvais fils (Générique début) | 1:58               |                    |                    |                    |                    |                    |                    |                    |
| 5.                 | Réconciliation                    | 2:09               |                    |                    |                    |                    |                    |                    |                    |
| 9:52               |                                   |                    |                    |                    |                    |                    |                    |                    |                    |

## Sortie et accueil

### Réception critique
Un mauvais fils est bien accueilli par la critique, mais est néanmoins entaché par une affaire privée concernant Patrick Dewaere. Peu de temps avant la sortie du film, Dewaere s'est violemment emporté contre le journaliste Patrice de Nussac du Journal du dimanche qui lui avait promis de ne pas dévoiler son prochain mariage avec Élisabeth Chalier, la mère de sa seconde fille,,. Trahi par celui qu'il considérait comme son ami, Dewaere le frappe d’un coup de poing. Par la suite l'acteur subit un véritable boycott de la presse, des médias et des producteurs qui hésitent désormais à l'employer. Il n'est alors plus interviewé et, fait sans précédent en France, son nom est supprimé de la distribution du film dans plusieurs journaux, voire est remplacé par des initiales employées dans une ambiguïté à connotation péjorative : « P.D. »,,,.
Parmi les critiques positives, Christian Bosséno de La Saison Cinématographique écrit que « le regard de Sautet est simple et chaleureux » sur ce film, notant dans sa critique que « la description de Dussart, de sa révolte, de ses angoisses, de son inclination à sombrer lui aussi, comme tant d'autres, mais aussi de sa volonté farouche de « survivre » », tout en trouvant « peut-être que tout s'arrange trop bien, que les crises sont finalement sans trop de peine surmontées », mais que « heureusement, advient (parfois) pour qui veut s'en donner le temps et la peine » et que « Sautet nous donne ici quelques raisons d'espérer »,. Claire Devarrieux du Monde écrit dans sa chronique que « le film est d'une réelle générosité, il émeut, il mise sur la solidarité, sur une élévation d'âme des héros et du public ».
Après le suicide de Patrick Dewaere le 16 juillet 1982, le critique Gérard Lefort du journal Libération et détracteur de l'acteur, publie des mots d'une grande violence à l'encontre du défunt et n'hésite pas à qualifier quelques films de ce dernier de navets dont Un mauvais fils.
Les critiques de la presse s'estompent après le décès de Patrick Dewaere au fil des années. Le quotidien Libération longtemps après sa mort revoit son analyse et encense l'acteur : Un mauvais fils qui pourtant est qualifié de médiocre par le critique Louis Skorecki, n'est, selon le même critique « regardable que grâce à Patrick Dewaere ». En 2019, selon la publication Revus et Corrigés pour le film : « Dewaere en état de grâce. Lorsque le couple Dewaere / Fossey est au plus bas, il explose et évoque à son tour sa solitude et sa marginalité dans une société à bout de souffle ». Peu après la rediffusion du film sur Arte en mai 2020, Jérémy Gallet du site avoir-alire.com écrit dans sa chronique que « dans le rôle du héros paumé, Patrick Dewaere s’avère formidable, d’une sobriété absolument remarquable, divisant son malaise en autant de microgestes qui documentent des intentions naturalistes, mais dont l’existence ne paraît jamais outrée, parce qu’il y a, dans cette dramaturgie hybride, un mélange de forfanterie blessée, de douceur presque cajolante et de candeur livrée aux quatre vents de toutes les vilénies » faisant un parallèle entre l'histoire du film et la « situation réelle du comédien » qui se battait aussi contre la drogue au moment du tournage.

### Box-office
Un mauvais fils sort en salles le 15 octobre 1980. Le film prend la cinquième place du box-office français dominé par le film Le Trou noir, avec 102 750 entrées la semaine de sa sortie, pour un cumul de 102 966 entrées, comprenant les avant-premières et la première semaine. Ce résultat est relativement en deçà de celui du démarrage du précédent film réalisé par Claude Sautet, Une histoire simple, qui avait débuté avec 122 833 entrées deux ans auparavant. Néanmoins, Un mauvais fils fait un meilleur démarrage par rapport au précédent film avec Patrick Dewaere en tête d'affiche, Série noire, qui avait démarré à 78 748 entrées en début d'exploitation en 1979.
La semaine suivante, Un mauvais fils reste en cinquième place, mais réalise un score supérieur à ses débuts avec 167 088 entrées, ce qui porte le cumul à 270 054 entrées. En troisième semaine, le film fait un résultat en hausse en salles avec 193 767 entrées, soit 463 821 entrées depuis son début d'exploitation en salles. Après un mois d'exploitation, le long-métrage est toujours dans le top 10 malgré une baisse de fréquentation, mais en ayant déjà été vu par 821 480 entrées, mais le quitte à l'approche du mois de décembre 1980. La fréquentation chute durant le mois de décembre qui lui permet d'atteindre les 900 000 entrées. Le film quitte le top 30 à l'approche des fêtes de Noël avec 944 247 entrées. Lors de sa première année d'exploitation, Un mauvais fils totalise 957 237 entrées, le hissant à la 34e du box-office annuel. Au cours des deux années suivant la sortie du film, Un mauvais fils totalise 87 295 entrées en 1981 et 3 850 entrées en 1982.
Finalement, le film totalise un résultat honorable de 1 050 273 entrées,, malgré le boycott des médias que subit Dewaere à cette époque. L'acteur n'avait plus atteint le million d'entrées depuis La Clé sur la porte d'Yves Boisset en 1978 qui avait frôlé les deux millions d'entrées,. En revanche, il s'agit à l'époque de sa sortie d'un des scores les plus faibles de Claude Sautet au box-office,,.

## Distinctions

### Récompense
- César du cinéma 1981 : Meilleur acteur dans un second rôle pour Jacques Dufilho

### Nominations
- César du cinéma 1981 : 
  - Meilleur acteur pour Patrick Dewaere
  - Meilleure actrice dans un second rôle pour Claire Maurier
  - Meilleur réalisateur pour Claude Sautet
  - Meilleurs décors pour Dominique André
  - Meilleur son pour Pierre Lenoir

## Autour du film
- Le scénario du film a été publié en livre en 1981, paru chez J'ai lu no 1147[58].
- Dans le livre de 2006 signé par Mado Maurin, la mère de Patrick Dewaere, le réalisateur Claude Sautet relate qu'il a hésité à embaucher Gérard Depardieu, dès l'écriture du film. Mais il renonce, estimant « qu'il manque à Gérard, quelque chose d'angélique et d'enfantin ».
- Pour se vieillir, Patrick Dewaere arbore depuis une dizaine d'années une moustache. Afin de mieux figurer le vulnérable personnage qu'impose le rôle, Dewaere surprend Claude Sautet en venant à un rendez-vous préparatoire, sans moustache. Ce geste touche profondément le réalisateur et l'acteur révèle pourquoi il l'a coupée : « Je ne sais pas, comme ça. Pour montrer que j'en étais capable ». Claude Sautet déclare lors d'un entretien « En fait, j'ai appris qu'on lui avait dit que je le voulais sans moustache »[59].
- Comme le révèle Christophe Carrière dans son ouvrage sur Dewaere paru en 2012, ce film aborde l'addiction à la drogue dont le personnage est victime dans le film aux côtés du rôle interprété par Brigitte Fossey, à l'instar de ce que subit alors l'acteur dans la vie réelle[60].